# Prawo magdeburskie

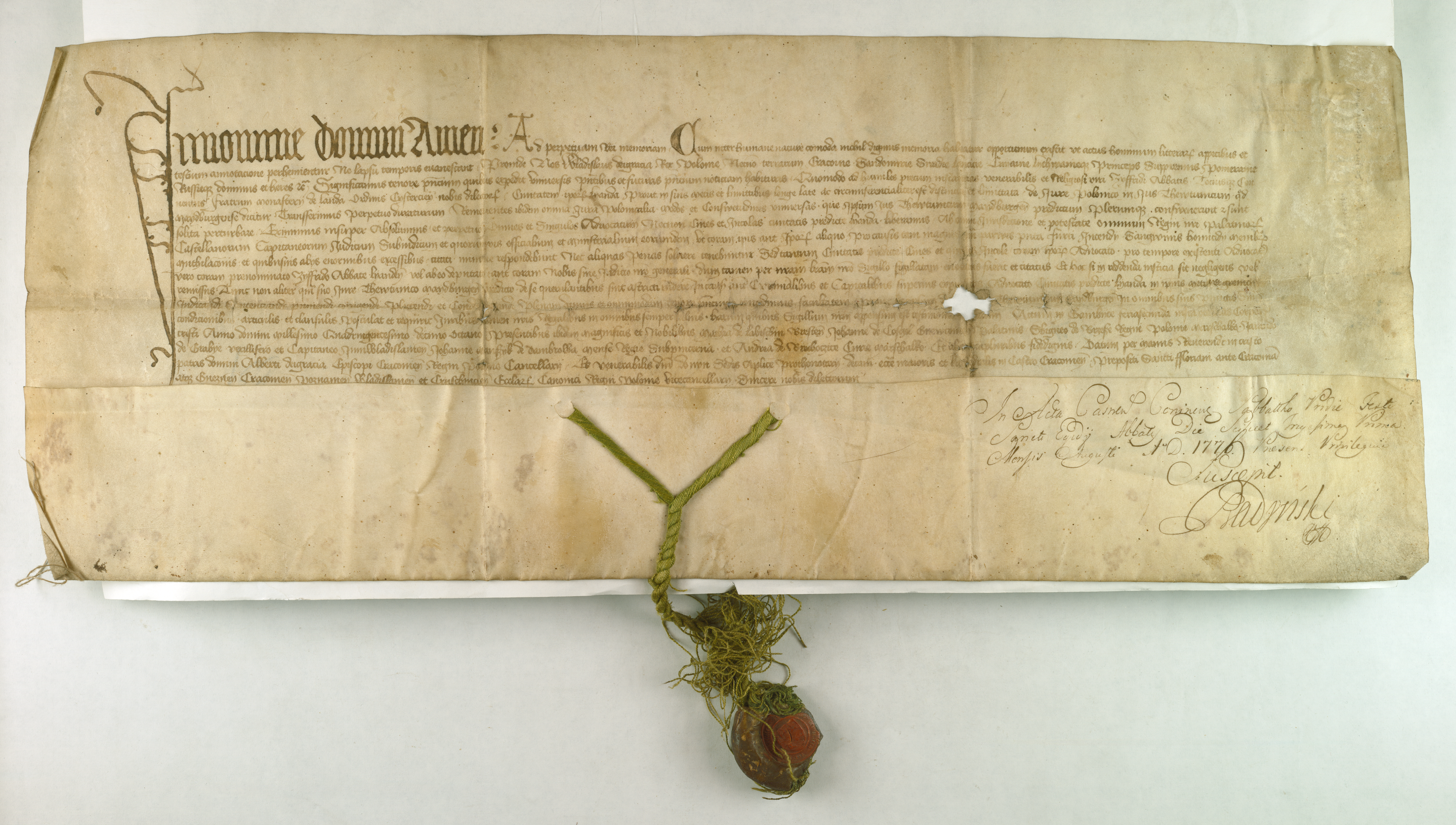
Władysław Jagiełło, król polski, przenosi w roku 1418 miasto Ląd, należące do opactwa cystersów, z prawa polskiego na niemieckie (Archiwum Główne Akt Dawnych)

Prawo magdeburskie (prawo niemieckie; łac. Ius municipale magdeburgense, niem. Magdeburger Recht) – średniowieczne prawo miejskie, wzorowane na prawie Magdeburga. W 1035 Magdeburg otrzymał patent nadający miastu prawo do handlu i zjazdów. Prawo to spisane zostało z inicjatywy arcybiskupa Magdeburga Wichmana z Seeburga w 1188, stając się wzorcem dla podobnych regulacji wielu miast środkowoeuropejskich.
Prawo niemieckie – termin powstały w początkach XIII w. na Śląsku i Morawach, początkowo jako prawo napływającej ludności, a następnie jako wzór przy organizacji samorządów miejskich i lokacji polskich wsi. Prawo magdeburskie dla ujęcia całości życia prawnego składało się z dwóch spisów prawa, tj. obszerniejszego i bardziej wszechstronnego Zwierciadła Saskiego (Speculum Saxonum) oraz prawa posiłkowego Weichbild dla miast. W kolejnych stuleciach prawo magdeburskie, lub tzw. magdeburgia, stały się synonimem prawa miejskiego.
W Polsce prawo niemieckie stosowane było do 1791, kiedy Sejm Czteroletni przyjął ustawę Miasta nasze królewskie wolne w państwach Rzeczypospolitej, która zniosła prawo niemieckie i określiła nowy ustrój miast; ustawa została w całości włączona do Konstytucji 3 maja.

## Prawo magdeburskie na ziemiach polskich

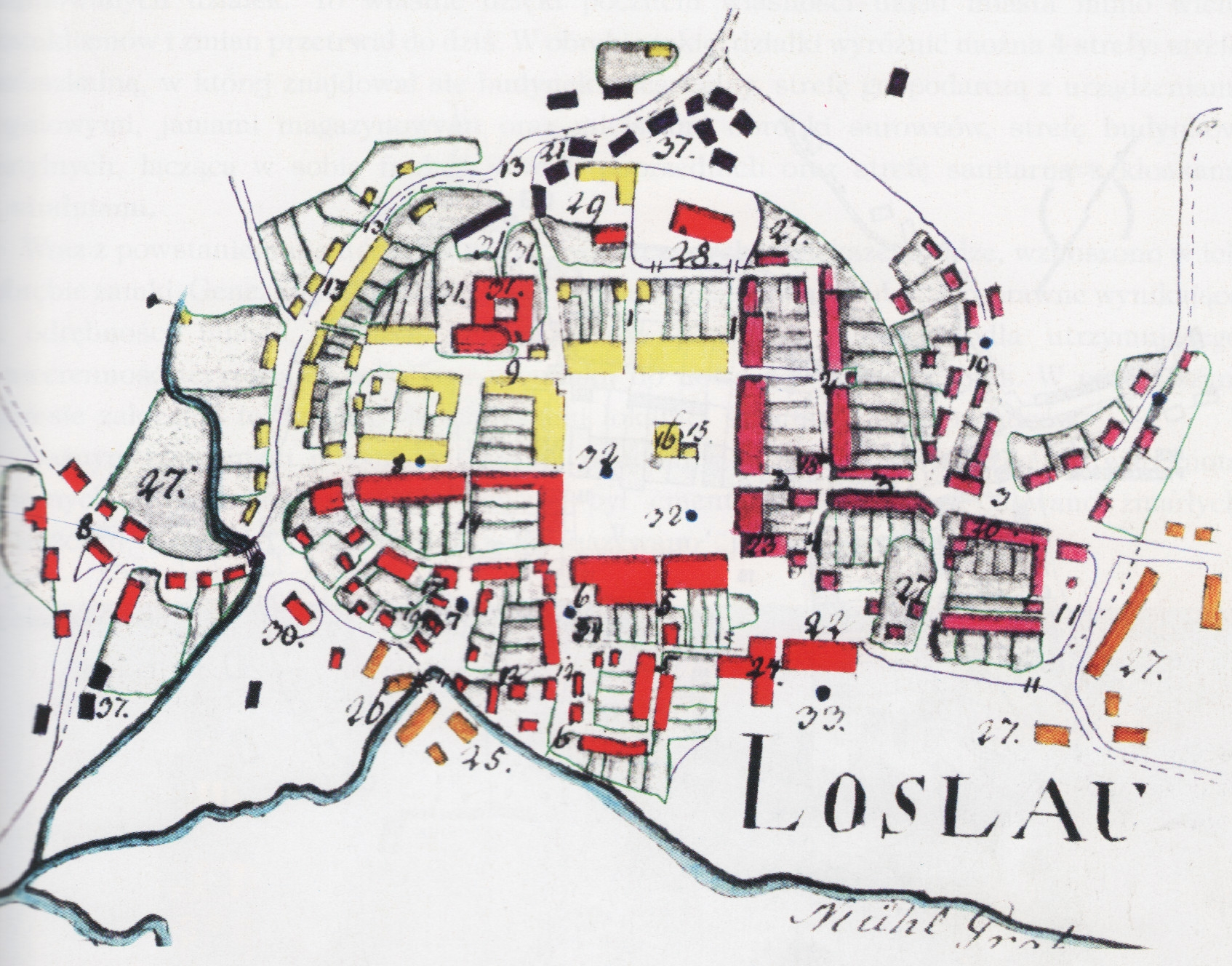
Plan Wodzisławia Śląskiego z 1810, widoczna w miarę regularna sieć ulic przecinających się pod kątem prostym oraz rynek (z ratuszem) i działki budowlane w kształcie prostokątów, które przylegają do niego krótszymi bokami

Na ziemie polskie przyniesione zostało przez niemieckich zasadźców. Z czasem wykształciły się lokalne odmiany, takie jak prawo poznańskie, prawo średzkie, prawo chełmińskie. Na prawie magdeburskim lokowano głównie miasta Śląska oraz znaczące miasta Małopolski, Wielkopolski i Rusi Czerwonej w tym Kraków, Poznań i Lwów. Miasta Prus Królewskich otrzymały przywileje przed 1454 gdy wchodziły w skład państwa krzyżackiego. W dawnej Polsce jedynie Elbląg, Tczew, Frombork, Chojnice, Braniewo i Hel przejęły prawo lubeckie, a nie magdeburskie. Inaczej przebiegał model lokacji miast na Mazowszu. Pierwsze miasto tej dzielnicy, Płock, zostało lokowane na prawie książęcym w 1237. W 1257 Pułtusk i Łowicz w 1298 były miastami kościelnymi.
Pierwsze lokacje miejskie dokonały się na Śląsku w pierwszym czterdziestoleciu XIII wieku, czyli za panowania Henryka Brodatego. Najstarszą znaną lokacją na prawie magdeburskim jest pouczenie z Magdeburga wydane dla Złotoryi ok. 1211 r. Miasta lokowane na prawie magdeburskim zachowywały łączność z Magdeburgiem poprzez zasięganie pouczeń tamtejszego sądu miejskiego w szczególnie skomplikowanych kwestiach prawnych. Sąd w Magdeburgu pozostawał instancją odwoławczą od wyroków sądów miast Małopolski do 1356, kiedy to jego rolę przejął Sąd Wyższy Prawa Niemieckiego na zamku krakowskim, powołany przez króla Kazimierza Wielkiego. W tym czasie ustanowiono też Sąd Komisarski Sześciu Miast jako sąd najwyższej instancji, właściwy dla wydawania pouczeń prawnych, będący równocześnie sądem królewskim.

### Obszar miasta

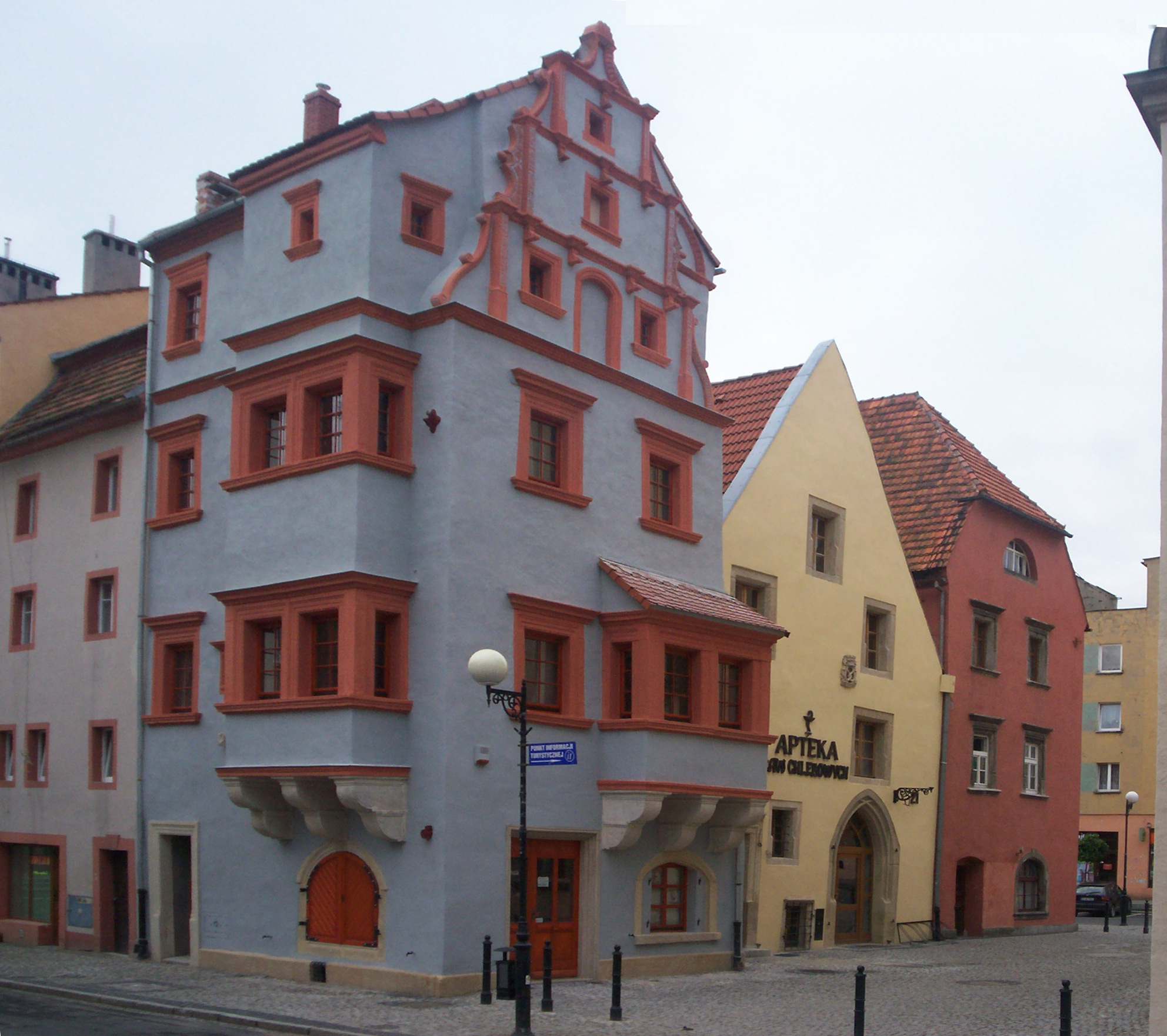
Lwówek Śląski – wąskie fronty kamienic na Starym Mieście

Zwykle przy lokacji wytyczano centralnie położony kwadratowy bądź prostokątny rynek, z miejscem dla ratusza pośrodku. Z narożników rynku miały wybiegać pod kątem prostym po dwie prostopadłe do siebie ulice. Rozdzielały one osiem prostokątnych przestrzeni przeznaczonych pod zabudowę oraz tworzyły podstawę w miarę regularnej sieci ulic ciągnących się do miejskich wałów i rowów, zastąpionych później przez mury. Duża część lokacji miast na prawie niemieckim odbywała się na obszarze lub w pobliżu już istniejących wczesnośredniowiecznych osad. Lokacja była więc nie tyle założeniem nowego miasta, co nowym etapem w życiu otwartego podgrodzia przy warownym grodzie, który już dawno istniał. Niekiedy pierwsza lokacja była nieudana i miasto lokowano powtórnie. Często lokowanie miasta trwało kilka lat. Wraz z osadnikami niemieckimi pojawił się w Polsce murowany dom miejski lapideae – kamienica. Wcześniej były tu tylko zamki, klasztory, drewniane dwory, karczmy i chałupy.
Według autora Krótkiej nauki budowniczej z roku 1659 „nigdzie, tylko przy mieście i to wielkim, cegły nie dostaniesz, jako rzeczy drogiej i kosztownej...”. Jeszcze do XVIII wieku można było zauważyć obok wielkich i małych kamienic w Krakowie i Poznaniu „lepianki z chrustu plecione, kurne”. Ulice i domy nie miały początkowo napisów ani numerów. Orientowano się pobliskimi kościołami, warsztatami rzemieślników lub godłem karczmy. Stąd późniejsze nazwy ulic: Szewska, Garncarska, Pod Murzynem, Pod Trzema Koronami.

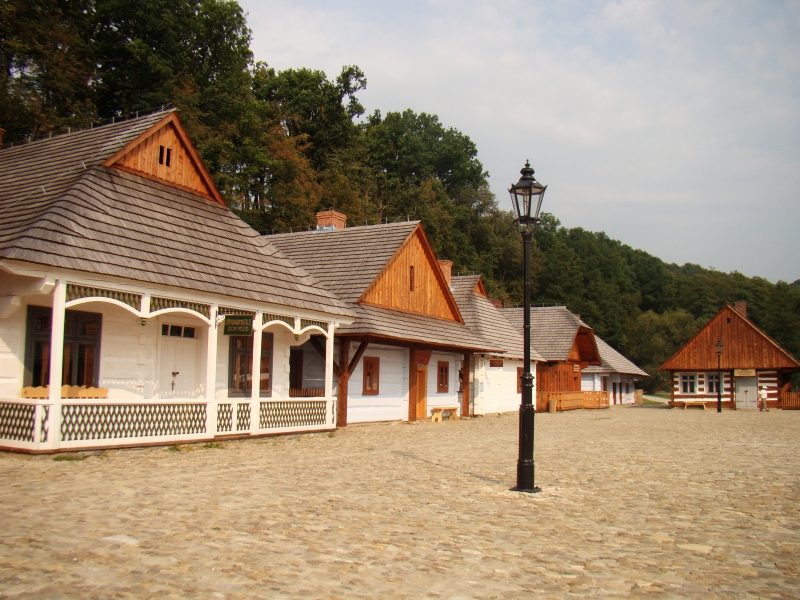
Wąskie fronty drewnianych (zubożonych) podcieniowych domów mieszczańskich przysłupowych i zrębowych zwrócone szczytem do placu w zrekonstruowanym miasteczku galicyjskim w Sanoku

Miasto urządzał zasadźca, organizując werbunek osadników na podstawie umowy z panem feudalnym – przywileju lokacyjnego. Książę określał w nim prawa i obowiązki zasadźcy (który zwykle potem zostawał sołtysem lub wójtem) oraz pozostałych mieszkańców. Zasadźca z fachowymi mierniczymi wytyczał plan przyszłego miasta, w którym ew. odstępstwa od regularnej sieci ulic wynikały z istniejącej już zabudowy, np. z położenia murowanych kościołów.

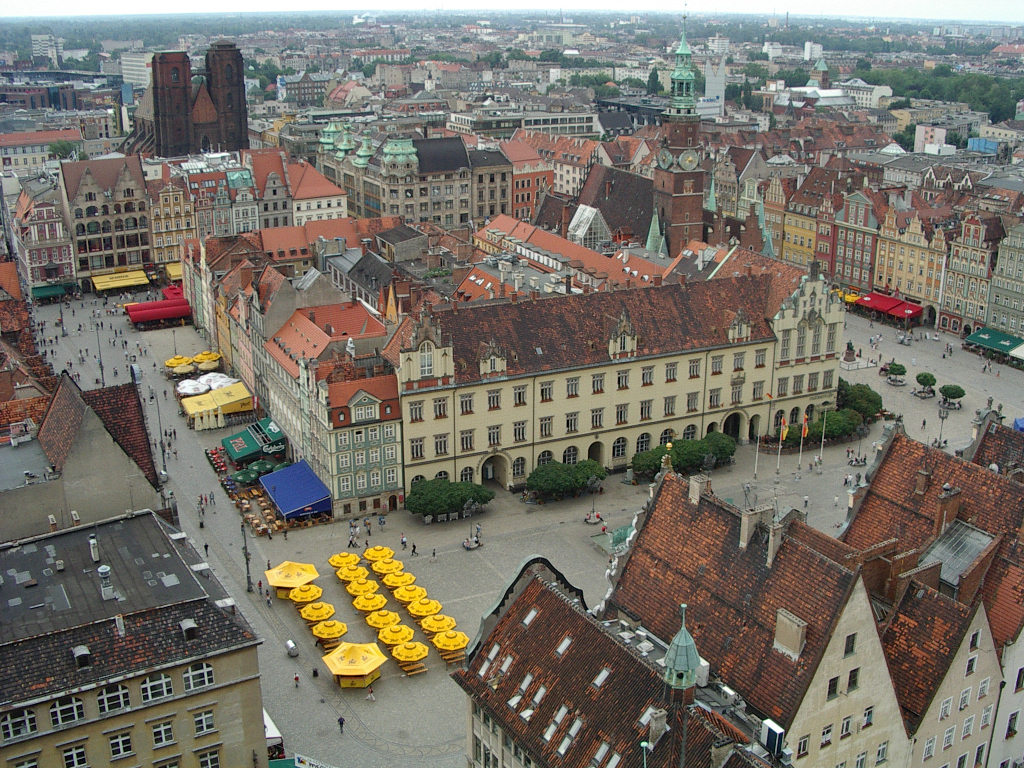
Rynek we Wrocławiu – widoczne zastosowanie zasad prawa magdeburskiego

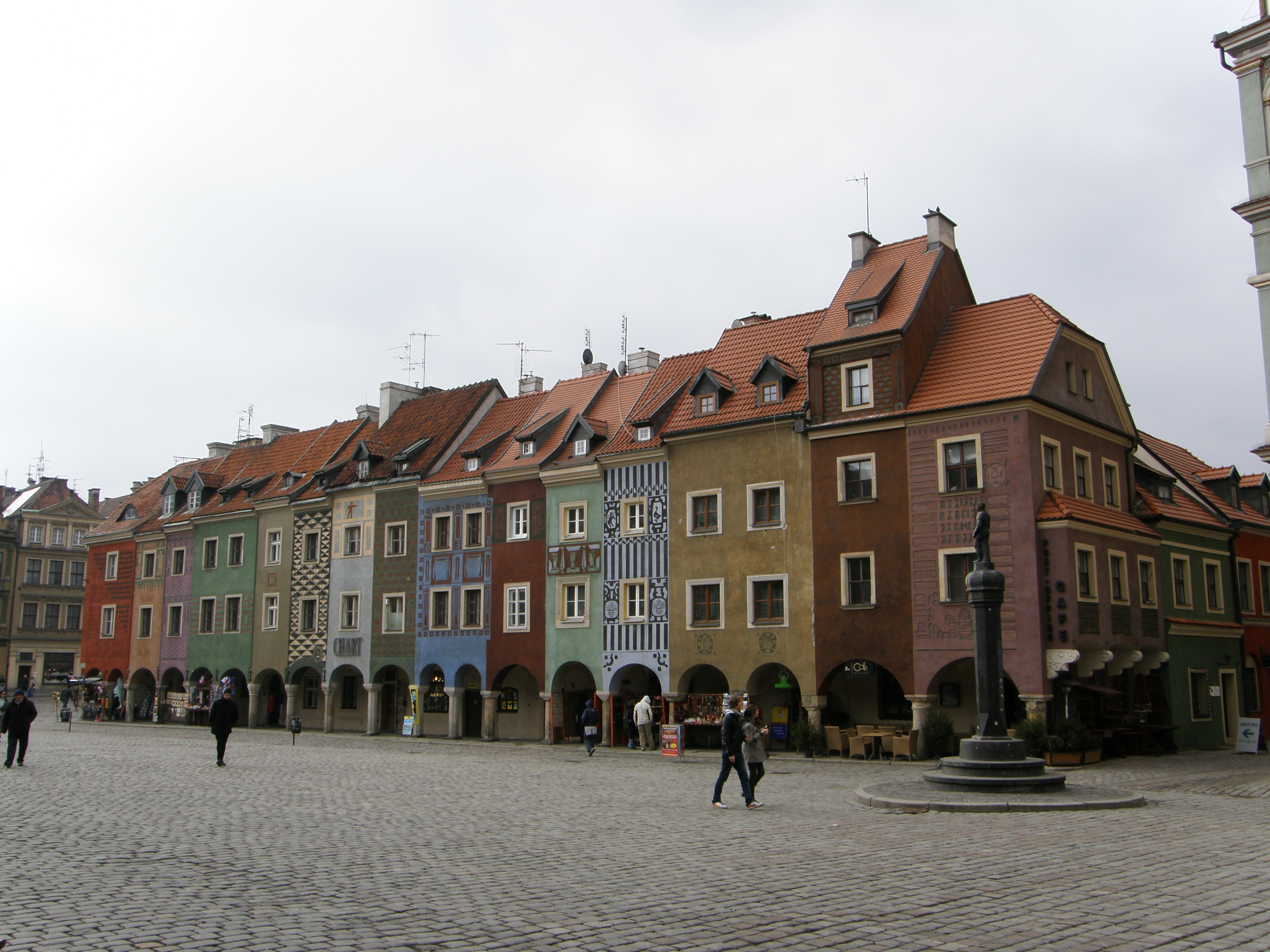
Stary Rynek w Poznaniu – wąskie fronty zrekonstruowanych kamienic

Powierzchnię miasta dzielono na działki budowlane w kształcie prostokątów, które do ulic przylegały krótszymi bokami. Dlatego zdarzają się kamienice, które mają tylko dwa okna na każdym piętrze. Właściciel dwóch sąsiednich działek mógł wybudować dom z szerokim czterookiennym frontem.
Większe miasta obwodzono murami z basztami. Zabudowa była ciasna, uliczki wąskie i błotniste. Na środku rynku stały ratusz i sukiennice mieszczące kramy. Domy murowane w rynku bywały wielopiętrowe, i należały do patrycjatu, pod murami fortyfikacji gnieździła się biedota. Boczne uliczki zajmowali rzemieślnicy, na ogół zgrupowani według specjalności. Byli oni zorganizowani w cechy, czyli zrzeszenia rzemieślników tego samego zawodu. Pozostałością po nich są nazwy ulic w miastach lokowanych w średniowieczu, np. Szewska, Kaletnicza, Piekarska, Garbary. Większe miasta posiadały wodociągi, zastępujące prymitywne studnie. Na terenach położonych dalej od centrum zabudowa stawała się coraz rzadsza, a domy budowano głównie z drewna.
Miasta lokowane na prawie magdeburskim posiadały własne władze: dziedzicznego wójta i ławę miejską, tj. zespół kilkuosobowy, pełniący funkcję sądu miejskiego. Obok tego pojawiało się z czasem przedstawicielstwo patrycjatu miejskiego, tzw. Rada miejska z burmistrzem na czele.
Wójt był w mieście przedstawicielem właściciela (pana) miasta. Zarządzał miastem w jego imieniu i sprawował sądy według surowego prawa magdeburskiego. W sądach towarzyszyli mu ławnicy spośród mieszczan. Wyroki sądu wykonywano przy pręgierzu. Za kradzież drobną karano obcięciem uszu, za poważniejszą – ręki. Wójt pobierał szóstą część czynszów należnych księciu i trzecią część pieniężnych kar sądowych. Posiadał rzeźnię, jatki mięsne, młyny i łąki.
Prawo magdeburskie zostało wprowadzone po raz pierwszy na obecnym terytorium Polski w Złotoryi, na Dolnym Śląsku (w 1211), a następnie w Lwówku Śląskim i Opolu (w 1217), Środzie Śląskiej (przed 1235), Wrocławiu (w 1242), Szczecinie (w 1243), Bochni, Poznaniu i Głogowie (w 1253), Bytomiu (w 1254), Krakowie i Wodzisławiu Śląskim (w 1257). Nie tylko miasta w Polsce dzielnicowej, ale również wiele miast na Pomorzu było lokowanych na prawie magdeburskim, m.in. Stargard (w 1243), Gryfino (w 1254) oraz Police (w 1260). W Prusach Wschodnich np. Olecko (w 1560).
Miasta były wspomagane ulgami celnymi oraz przywilejami ekonomicznymi, z których najbardziej pożądane było prawo składu – zobowiązujące przejezdnych kupców do zatrzymania się w mieście i wystawienia wiezionego towaru na sprzedaż. Prawo takie na sól, ołów i miedź otrzymały Kraków i Kazimierz.

### Osadnictwo
Przyjęcia norm prawa magdeburskiego nie należy utożsamiać z kolonizacją niemiecką w Polsce, gdyż prawem tym posługiwano się w wielu miejscowościach zamieszkanych wyłącznie przez Polaków. Jednakże w początkowym okresie osadnictwa na prawie niemieckim od XIII do poł. XVI wieku liczba ludności niemieckiej w miastach i wsiach mogła wynosić nawet 50%. Również pierwszymi zasadźcami i wójtami byli w tych miejscowościach w większości Niemcy, którzy następnie ściągali osadników z Saksonii, Czech i Moraw. Intensywna kolonizacja od XIII do XV wieku spowodowała, że stworzona wówczas sieć miast i wsi przetrwała do XIX wieku.